# Phytomyza adenostylis
Phytomyza adenostylis este o specie de muște din genul Phytomyza, familia Agromyzidae, descrisă de Erich Martin Hering în anul 1926.
Este endemică în Germania. Conform Catalogue of Life specia Phytomyza adenostylis nu are subspecii cunoscute.